# ユニヴァーシティ・オヴ・クイーンズランドRFC
ユニヴァーシティ・オヴ・クイーンズランド・ラグビーフットボールクラブ（英: University of Queensland Rugby Football Club）は、オーストラリア・クイーンズランド州ブリスベンのセント・ルシアを拠点とするラグビーユニオンチーム。クイーンズランド・プレミアラグビーに所属。

## 概要
1911年創設。
クイーンズランド州における最高峰リーグであるクイーンズランド・プレミアラグビーに所属。
同リーグにおいて、ブラザーズRCと共に、最も成功を収めているラグビーチームの1つ。

## 歴史
1911年、クイーンズランド大学のラグビーチームとして創設。
1920年から1929年にかけてクイーンズランド州のラグビーユニオンが活動休止していたため、この間はラグビーリーグのプレミアシップ（BRL Premiership）に参加した。

## タイトル
2022年10月現在
- クイーンズランド・プレミアラグビー
  - 優勝 33回[注 2]：1928[注 3], 1929[注 3], 1930, 1931, 1932, 1934, 1938, 1941, 1945, 1947, 1948, 1952, 1954, 1955, 1956, 1957, 1960, 1962, 1964, 1965, 1967, 1969, 1970, 1979, 1988, 1989, 1990, 2010, 2012, 2014, 2017, 2019, 2021

## 歴代所属選手
- ネイサン・シャープ
- ドリュー・ミッチェル
- スティーブン・ムーア（ オーストラリア代表）
- ジェームズ・ホーウィル
- ロドニー・デイヴィス
- マイク・ハリス（ オーストラリア代表）
- ジェームス・ハンソン
- ハリー・マクナルティ（ 7人制アイルランド代表）
- ウィリアム・ヘイ
- 盛田志
- 盛田気